# مرفأ طرابلس (لبنان)
مرفأ طرابلس (بالإنجليزية: Port of Tripoli)‏، هو ثاني أكبر ميناء في لبنان بعد مرفأ بيروت . تبلغ مساحة الميناء 3 كم² تقريباً، وتصل المساحة البحرية إلى 320.00 م²، بينما تبلغ مساحة منطقة التفريغ المجاورة للميناء الحالي 420.000 م²، محفوظة لمحطة الحاويات ومنطقة السوق الحرة المستقبلية.

## التاريخ
ظل ميناء طرابلس على وجه العموم مرفأً طبيعياً، وهو شريط جغرافي أرضي حيث توجد المراكب الشراعية التي تخدم خطوط التجارة على طول سواحل تركيا وسوريا ولبنان ومصر، وتمتد إلى مالطا، وكريت واليونان. خليج المينا الذي يأخذ شكل الهلال، يخدم كمأوى طبيعي للرياح الشمالية الشرقية التي تخلق تيارات قوية في المياه العميقة.
كانت السفن ترسو في خليج لبنان، تخدمها قوارب التجار المحلية التي تفرغ حمولة السفن يدوياً إلى القوارب الصغيرة التي تنقل البضائع إلى الأحواض الجافة. كانت السفن حتى أوائل القرن العشرين من صغيرة إلى متوسطة، بحمولة تتراوح بين 50 و75 طن لكل سفينة.
وحدث أول تطور بارز أثناء الانتداب الفرنسي، عندما تم بناء اثنين من الأحواض الجافة، جرمبلاد والشيخ عفان، للسماح برسو القاطرات العسكرية. المرفأ الطبيعي الثالث على الجانب الشرقي من المدينة والذي كان نادراً ما كان يستخدم، كان بمثابة مرفأ احتياطي عندما كانت اشتداد هبوب الرياح الشمالية الشرقية، إلا أن الطبيعة الصخرية لتلك المنطقة كانت الملاذ الأخير وكانت تتطلب خبرة أفضل من البحارة المحليين، والذين كان يساعدهم في بعض الأحيان صيادو المينا الذين لديهم خبرة جيدة بالمياه.
عند مطلع الحرب العالمية الثانية، استخدمت المقاتلات الفرنسية وطائرات الإمداد القادمة من الشرق الأقصى (الهند والصين وفيتنام) حوض المينا كمنطقة هبوط. ولأن وزنها كان أخف بكثير من المراكب الشراعية، تسبب التيار المحلي داخل الحوض في العديد من المشكلات، ومن ثم مُنح عمدة الميناء خير الدين عبد الوهابي عقداً لإنشاء أول حاجز أمواج اصطناعي الذي يعتبر بداية لإنشاء مرفأ طرابلس.
الزوارق البحرية التي تُبنى بشكل رئيسي على جزيرة أرواد ولاحقاً في المينا أيضاً، تراجعاً كبيراً مع انتشار السفن البخارية، وشهدت المدينة نشاطاً متزايداً لتفريغ السفن التجارية، ومع ظهور الصناعات الخدمية، مثل استخدام المواصلات التي تستخدم في تفريغ الحمولات بين السفن. واصل الانتداب البريطاني تطوير الميناء بإنشاء محطة لرسو السفن الصغيرة داخل البركة الاصطناعية الناتجة عن مياه حاجز الأمواج، والتي أصبحت مزدحمة الآن بالبارجات. كان رسو البارجات من شأنه أن يجعل التفريغ أسرع وأكثر فاعلية، وكانت الشحنات المفرغة تُنقل إلى محطة السكك الحديدية، ثم إلى العربات المتجهة إلى سوريا، والعراق، والأردن. كما تزامن ذلك مع مشروع خط أنابيب شركة نفط العراق لاستيراد الحديد والصلب لمشروع بناء مصفاة في بلدة البداوي اللبنانية المجاورة.
في الخمسينيات، منحت حكومة الرئيس البناني كميل شمعون ورئيس الوزراء رشيد كرامي عقداً لشركة فينيك الإيطالية لإنشاء المرفأ المعاصر. ومع الضغط المكثف من رعاة مرفأ بيروت، اقتصر عمق بركة المرفأ الداخلي على 8 أمتار، مما سيعوق لاحقاً ميناء طرابلس من استقبال سفن أكبر. مع بداية العمل عام 1957، تم تعيين أول مجلس إدارة في عام 1961 للإشراف على التشغيل اليومي للميناء، وهو الآن كيانياً حكومياً.

## الإدارة
يدير الميناء هيئة ميناء لبنان، والتي تتكون من لجنة تضم خمسة أعضاء تعينهم وزارة النقل اللبنانية، مؤلفين من رجال أعمال وكبار الشخصيات الأنسب للإشراف على تشغيل الميناء. إن ميناء طرابلس مستقل إدارياً ومالياً، ويحكمه القانون العام للمؤسسات العامة وفقاً لقرار الحكومة اللبنانية رقم 4513.
عينت اللجنة الأولى عام 1961 لثلاث سنوات قابلة للتجديد. مع اندلاع الحرب الأهلية عام 1976، استمر نفس أعضاء اللجنة في الخدمة حتى عام 1991، عندما عُيّن أول مجلس بعد الحرب وبدأوا بالتخطيط لميناء طرابلس الجديد على الجانب الشمالي من الشريط الصخري. منح العقد لشركة الصين للموانئ، وهي شركة صينية لتطوير الموانئ، لتطوير رصيف جديد بطول 1800 متر وبعمق 15 متر، مع اكتمال أول 600 متر بحلول أكتوبر 2011.

## تفاصيل الميناء
| النوع              | العمق            |
| المرسى             | 17.1–18.2 م      |
| رصيف حاويات        | 7.1– 9.1 م       |
| عمق محطة النفط     | 17.1–18.2 م      |
| الرصيف الجاف       | N/A              |
| حجم المرفأ         | متوسط            |
| عرض السكة الحديدية | N/A              |
| نوع المرفأ         | حاجز أمواج شاطئي |
| العمرات            | متوسطة           |
| المأوى             | جيد              |

## المستودعات والمنشآت
المستودعات والساحات 
- 4 مستودعات للبضائع الجافة، بمساحة 11.000 م²
- 10 مستودعات للبضائع الجافة والأخشاب، بمساحة 17.500 م²
- 5 ساحات لمركبات التخزين، بمساحة تتجاوز 10.000 م²
- 1 ساحة لحاويات التخزين، بمساحة 10.000 م²
- 1 ساحة للأغراض العامة، بمساحة 15.000 م²
- 2 ساحتان بمساحة 3.000 م² لتخزين أخشاب التنوب

معدات الميناء
- 6 رافعات متحركة بسعة 125-165 طن
- 7 رافعات متحركة بسعة 100-120 طن
- 10 رافعات متحركة بسعة 70-90 طن
- 20 رافعات متحركة بسعة 40-65 طن
- 11 رافعات متحركة بسعة 25-38 طن
- 15 gafs للبضائع الجافة
- 24 رافعة شوكة
- 8 جرافات
- 30 شاحنة
- 4 قاطرات
- معدات تخزين البضائع الجافة

الإمداد بالماء
- 8 منافذ لتزويد السفن بالمياه باستخدام التقنيات الحديثة
- شالون مرفق بخزان لتزويد السفن بالمياه داخل وخارج الأحواض (يتم توفير هذه الخدمة من قبل محطة التوجيه)

خدمات أخرى
- 3 كافيتريات لخدمة مبنى الإدارة والأرصفة
- مستشفى (تحت الإنشاء)
- مكتب لنقابة العمال

## أعمال التطوير
أعلنت وزارة النقل عن خطط لتطوير مرفأ طرابلس، لتوسيع الميناء بمقدار 1.2 كيلومتر مربع، وبناء مخازن مبردة ومباني للصناعات الخفيفة والتجميعية ومستودعات كبيرة الحجم. وتهدف الخطة أيضاً إلى توسيع طول الرصيف إلى 2200 متر وتعميق الغاطس ليصل إلى 12 متر. أعدت هيئة ميناء طرابلس خطة رئيسية بالتعاون مع الشركة الفرنسية، سوريكا، توسيع وإعادة تأهيل ميناء طرابلس والمنطقة التجارية الحرة التابعة له.
في 25 يناير 2019، أعلنت روس نفط، أكبر منتج للنفط في روسيا، توقيعها اتفاقاً مع وزارة الطاقة والماء اللبنانية لادارة محطة المنتجات النفطية في مرفأ طرابلس بلبنان لعشرين سنة.